# 黑尔格·贝坎德
黑尔格·贝坎德（瑞典語：Helge Bäckander，1891年10月13日—1958年11月11日），生于利德雪平，瑞典男子体操运动员。他曾获得1920年夏季奥运会体操比赛男子团体瑞典式金牌。他于1958年在赫尔辛堡去世。